# مولي ساندين
مولي ساندين (مواليد 3 يوليو 1992) هي مغنية وممثلة سويدية، مثلت السويد في مسابقة الأغنية الأوروبية للأطفال في عام 2006. كما شارك في مهرجان الأغنية السويدية في عام 2009، 2012، 2016.

## وصلات خارجية
- مولي ساندين على موقع IMDb (الإنجليزية)
- مولي ساندين على موقع روتن توميتوز (الإنجليزية)
- مولي ساندين على موقع ميوزك برينز (الإنجليزية)
- مولي ساندين على موقع أول موفي (الإنجليزية)
- مولي ساندين على موقع قاعدة بيانات الأفلام السويدية (السويدية)
- مولي ساندين على موقع أول ميوزيك (الإنجليزية)
- مولي ساندين على موقع ديسكوغز (الإنجليزية)
- مولي ساندين على موقع قاعدة بيانات الفيلم (الإنجليزية)